# Franciszek Kożuchowski
Franciszek Dzik Kożuchowski herbu Doliwa (ur. ok. 1730, zm. w 1787 roku) – cześnik kaliski w 1762 roku, konsyliarz konfederacji radomskiej w 1767 roku, konsyliarz konfederacji barskiej województw: poznańskiego i kaliskiego w 1768 roku.